# Alexander Baring, VI barone Ashburton
Alexander Francis St Vincent Baring, VI barone Ashburton (7 aprile 1898 – 12 giugno 1991) è stato un politico inglese.

## Biografia
Era il figlio di Francis Baring, V barone Ashburton, e di sua moglie, Mabel Edith Hood. Studiò a Eton College e al Royal Military College di Sandhurst.

## Carriera
Durante la prima guerra mondiale servì nei Royal Scots Greys con il grado di tenente. Nella seconda guerra mondiale servì nella Auxiliary Air Force, prima di tornare alla sua carriera nella City di Londra, come direttore della banca di famiglia.
Ashburton e la sua famiglia vissero nel Hampshire, dove fu attivo nella vita pubblica, come un membro di Hampshire County Council e poi come Lord luogotenente dell'Hampshire.

## Matrimonio
Sposò, il 17 novembre 1924, Doris Mary Therese Harcourt (1900-1981), figlia di Lewis Harcourt, I visconte Harcourt. Ebbero due figli:
- John Baring, VII barone Ashburton (2 novembre 1928);
- Robin Alexander (15 gennaio 1931), sposò Ann Caroline Thalia Gage, ebbero una figlia.

## Morte
Morì il 12 giugno 1991.

## Ascendenza
|                                          |                                            |                                   | Genitori                                         |  |  | Nonni |  |  | Bisnonni                                |  |  | Trisnonni                                |  |
|                                          |                                            |                                   |                                                  |  |  |       |  |  | 8. Francis Baring, III barone Ashburton |  |  | 16. Alexander Baring, I barone Ashburton |  |
|                                          |                                            |                                   |                                                  |  |  |       |  |  | 8. Francis Baring, III barone Ashburton |  |  | 16. Alexander Baring, I barone Ashburton |  |
|                                          |                                            | 17. Ann Louisa Baring             |                                                  |  |  |       |  |  | 8. Francis Baring, III barone Ashburton |  |  |                                          |  |
| 4. Alexander Baring, IV barone Ashburton |                                            |                                   |                                                  |  |  |       |  |  | 8. Francis Baring, III barone Ashburton |  |  |                                          |  |
|                                          |                                            | 9. Hortense Eugenie Claire Maret  | 18. Hugues-Bernard Maret                         |  |  |       |  |  |                                         |  |  |                                          |  |
|                                          |                                            | 9. Hortense Eugenie Claire Maret  | 18. Hugues-Bernard Maret                         |  |  |       |  |  |                                         |  |  |                                          |  |
|                                          |                                            | 9. Hortense Eugenie Claire Maret  | 19. Marie-Madeleine Lejéas                       |  |  |       |  |  |                                         |  |  |                                          |  |
| 2. Francis Baring, V barone Ashburton    |                                            | 9. Hortense Eugenie Claire Maret  |                                                  |  |  |       |  |  |                                         |  |  |                                          |  |
|                                          |                                            | 10. Edward Digby, IX barone Digby | 20. Henry Digby                                  |  |  |       |  |  |                                         |  |  |                                          |  |
|                                          |                                            | 10. Edward Digby, IX barone Digby | 20. Henry Digby                                  |  |  |       |  |  |                                         |  |  |                                          |  |
|                                          |                                            | 10. Edward Digby, IX barone Digby | 21. Jane Coke                                    |  |  |       |  |  |                                         |  |  |                                          |  |
| 5. Leonora Caroline Digby                |                                            | 10. Edward Digby, IX barone Digby |                                                  |  |  |       |  |  |                                         |  |  |                                          |  |
|                                          |                                            | 11. Theresa Fox-Strangways        | 22. Henry Fox-Strangways, III conte di Ilchester |  |  |       |  |  |                                         |  |  |                                          |  |
|                                          |                                            | 11. Theresa Fox-Strangways        | 22. Henry Fox-Strangways, III conte di Ilchester |  |  |       |  |  |                                         |  |  |                                          |  |
|                                          |                                            | 11. Theresa Fox-Strangways        | 23. Caroline Leonora Murray                      |  |  |       |  |  |                                         |  |  |                                          |  |
| 1. Alexander Baring, VI barone Ashburton |                                            | 11. Theresa Fox-Strangways        |                                                  |  |  |       |  |  |                                         |  |  |                                          |  |
|                                          | 12. Samuel Hood-Tibbits, III viscontr Hood | 24. Francis Wheler Hood           |                                                  |  |  |       |  |  |                                         |  |  |                                          |  |
|                                          | 12. Samuel Hood-Tibbits, III viscontr Hood | 24. Francis Wheler Hood           |                                                  |  |  |       |  |  |                                         |  |  |                                          |  |
|                                          | 12. Samuel Hood-Tibbits, III viscontr Hood | 25. Caroline Hamond               |                                                  |  |  |       |  |  |                                         |  |  |                                          |  |
| 6. Francis Wheler Hood, IV visconte Hood | 12. Samuel Hood-Tibbits, III viscontr Hood |                                   |                                                  |  |  |       |  |  |                                         |  |  |                                          |  |
|                                          |                                            | 13. Mary Isabella Tibbits         | 26. Richard John Tibbits                         |  |  |       |  |  |                                         |  |  |                                          |  |
|                                          |                                            | 13. Mary Isabella Tibbits         | 26. Richard John Tibbits                         |  |  |       |  |  |                                         |  |  |                                          |  |
|                                          |                                            | 13. Mary Isabella Tibbits         | 27. Horatia Charlotte Lockwood                   |  |  |       |  |  |                                         |  |  |                                          |  |
| 3. Mabel Edith Hood                      |                                            | 13. Mary Isabella Tibbits         |                                                  |  |  |       |  |  |                                         |  |  |                                          |  |
|                                          |                                            | 14. Arthur Wellesley Ward         | 28. John Ward                                    |  |  |       |  |  |                                         |  |  |                                          |  |
|                                          |                                            | 14. Arthur Wellesley Ward         | 28. John Ward                                    |  |  |       |  |  |                                         |  |  |                                          |  |
|                                          |                                            | 14. Arthur Wellesley Ward         | …                                                |  |  |       |  |  |                                         |  |  |                                          |  |
| 7. Edith Lydia Drummond Ward             |                                            | 14. Arthur Wellesley Ward         |                                                  |  |  |       |  |  |                                         |  |  |                                          |  |
|                                          |                                            | 15. Catherine Anne Houlton        | 30. John Houlton                                 |  |  |       |  |  |                                         |  |  |                                          |  |
|                                          |                                            | 15. Catherine Anne Houlton        | 30. John Houlton                                 |  |  |       |  |  |                                         |  |  |                                          |  |
|                                          |                                            | 15. Catherine Anne Houlton        | 31. Mary Ann Ellis                               |  |  |       |  |  |                                         |  |  |                                          |  |
|                                          |                                            | 15. Catherine Anne Houlton        |                                                  |  |  |       |  |  |                                         |  |  |                                          |  |